# Pop punk
El pop punk es un subgénero del punk rock, que mezcla características de este con la música pop. Se caracteriza por tener un sonido más melódico, pero sin dejar de lado los riffs distorsionados de guitarra que caracterizan al punk.
El género gozó de gran popularidad internacional a finales de los años 1990 y a principios de los años 2000. En el plano televisivo y cinematográfico la eclosión del pop punk encajó con el éxito de programas de MTV como Jackass, series como Malcolm in the Middle, y películas de comedia juvenil como American Pie o Eurotrip. También, el género se vinculó a deportes extremos como el skateboard, surf o snowboard.
A principios de los años 1990, una nueva ola de bandas como NOFX empiezan a crear canciones con un contenido mucho más romántico, adolescente, decepciones amorosas y chicas; esta nueva faceta del punk rock tuvo mucho éxito y se popularizó de inmediato; y es aquí cuando surge el género pop punk, pues es un apócope de POPular PUNK; Allmusic describe al género como:

«un hilo de rock alternativo que generalmente se fusiona con melodías pop, los rápidos ritmos del punk, cambios de acordes y guitarras fuertes».

Por su parte, About.com ha dicho sobre el género que: «Las bandas contemporáneas de pop punk tienen un brillo fácil para la radio, pero mantienen la velocidad del punk clásico».
No está muy claro cuando fue la primera vez que se utilizó el término «pop punk», pero el «punk rock» con toques de pop ha existido desde mediados o finales de los años 1970. El uso temprano del término «pop punk» apareció en el año 1977, en un artículo publicado por The New York Times, en el cual decía «Cabaret: Tom Petty's Pop Punk Rock Evokes Sounds of 60s» —en castellano: «Cabaret: Pop punk rock de Tom Petty evoca sonidos de los años 60»—.
A mediados de los años 1990, especialmente desde 1994, las bandas californianas Blink-182, Green Day y The Offspring alcanzaron el éxito comercial a nivel mundial. Desde ese entonces algunas bandas asociadas, como por ejemplo en Argentina, sus mayores referentes son Boom boom kid, El Otro yo o más Under, Lemongibre.al género se han descrito como: «neo-punk» «happy punk», «faux-punk», «mall punk», «pseudo-punk» y «bubblegum punk».

## Historia

### Orígenes (1974–1989)
Las bandas proto-punk y power pop de la década de 1960 y principios de los años 1970 ayudaron a establecer las bases para el sonido «pop punk», que surgió en los comienzos del punk rock alrededor de 1974 con los neoyorquinos Ramones. La música de los Buzzcocks, Generation X, The Knack, The Romantics, The Vibrators, The Jam, The Rezillos, The Lurkers, The Undertones, The Shapes y Toy Dolls presentaron melodías pegadizas, así como a veces sus letras trataban de temas relativamente ligeros como el romance adolescente. La banda estadounidense Bad Religion que empezó en el año 1979, fue otro grupo que ayudó a sentar las bases para el pop punk contemporáneo. Muchas bandas del género «mod rival» de la década de los 1970 y 1980 también mostraron cierta inclinación por el pop punk.
En 1981 había emergido el género hardcore punk en los Estados Unidos como música más fuerte y más rápida que la de los grupos punk. La armonía vocal, la melódica instrumentación y el compás de 4/4 de la batería fueron remplazados por gritos, instrumentación discordante y ritmos experimentales. Unas pocas bandas como Descendents, Screeching Weasel y The Vandals comenzaron a combinar el harcore con el pop para crear un pop punk rápido. Sin embargo por su enfoque sarcástico y positivo comenzaron a separarlos más seriamente de la escena del harcore. En la década de 1980 el término «pop punk» fue utilizado en publicaciones de Maximumrocknroll para describir bandas similares a Social Distortion, Agent Orange y T.S.O.L..

### Aceptación popular (1994–2005)
En febrero de 1994, Green Day lanzó Dookie, el primer álbum de la banda con un sello major, después de haber empezado con el sello independiente, Lookout! Records, en 1989. El primer sencillo, «Longview», se convirtió inmediatamente en un éxito en cadenas como MTV y también en emisoras de radio de Estados Unidos y Reino Unido. Tras el éxito de su primer sencillo, Green Day lanzó «Basket Case», obteniendo mayor éxito que su anterior sencillo. Desde 2007, Dookie lleva más de treinta millones de copias vendidas en todo el mundo. Gracias a la fama obtenida, la banda tocó en el Woodstock 94 y en Saturday Night Live, también aparecieron en portadas de revistas como Spin y Rolling Stone.

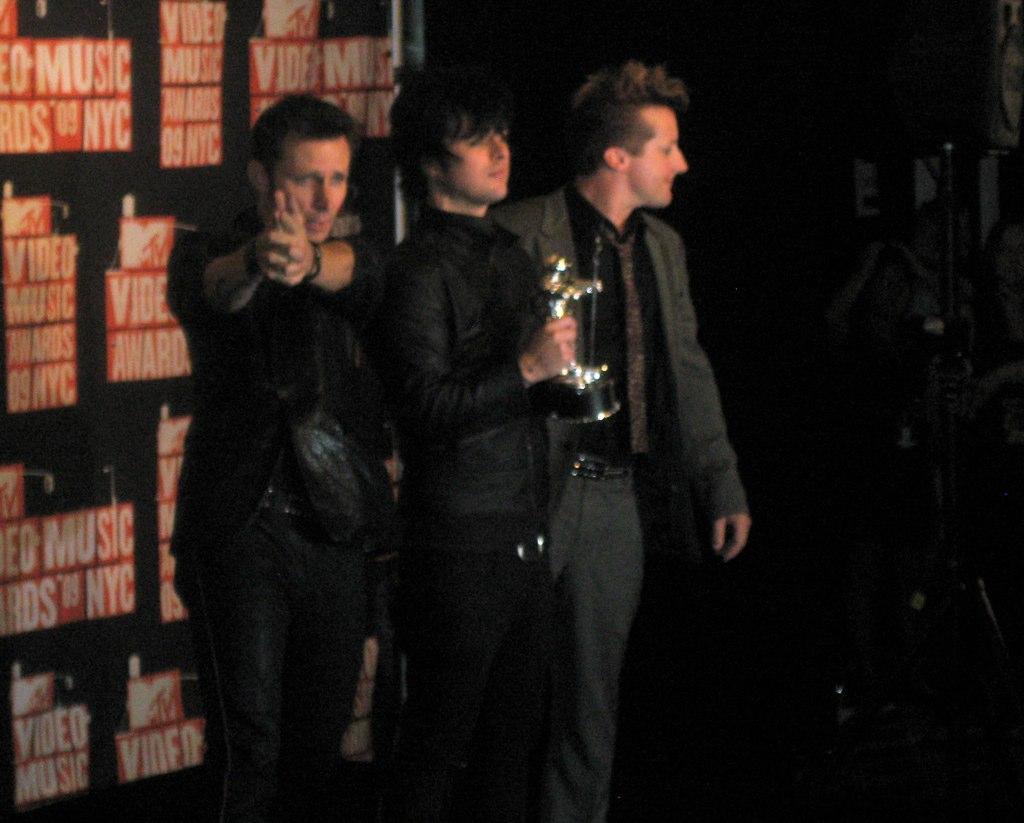
Green Day, una de las bandas de pop punk más populares

Poco tiempo después del lanzamiento de Dookie, The Offspring publicó su tercer álbum de estudio, Smash, mediante el sello independiente Epitaph Records. Su primer sencillo, «Come Out and Play», tuvo un sonido pop punk, muy diferente a sus trabajos anteriores. Al igual que Green Day, The Offspring también logró un gran éxito en la radio y en la televisión (MTV). Otras canciones que impulsaron el éxito del álbum fueron «Self Esteem» y «Gotta Get Away». Smash terminó vendiendo catorce millones de copias en todo el mundo, estableciendo un récord para la mayoría de los álbumes vendidos en un sello independiente. El gran éxito comercial obtenido por estas dos bandas despertó el interés de los grandes sellos discográficos. Durante ese periodo comenzaron a emerger más bandas pop punk y algunas de ellas ya comenzaban a firmar contratos con grandes discográficas. Una de las bandas en la mira fue Blink-182, en la que se encontraban tres sellos discográficos en busca de firmar con ellos, estos eran: Interscope Records, Epitaph Records y MCA Records. La libertad artística que les ofrecía este último sello fue lo que convenció a la banda para que firmaran con ellos dos años más tarde. Blink-182 lanzó su segundo álbum de estudio, Dude Ranch (1997), el cual llegó al platino en Estados Unidos gracias a canciones como «Dammit (Growing Up)» y «Josie (Everything's Gonna Be Fine)». En 1997, la audiencia del pop punk se había expandido de manera significativa y el género había sido llevado a nuevos niveles de aceptación general. Esto se consagraría en 1999 con el éxito internacional de Enema of the State de Blink-182.
El género se mantuvo en el ruedo con dos principales exponentes, Green Day y Blink-182. posteriormente, durante la década de los 2000's surgen y toman popularidad muchas bandas que definen de alguna manera el Pop Punk, como es el caso de Good Charlotte, Mest, Sum 41, Simple Plan, New Found Glory, Yellowcard o Paramore, Entre otras.
El obligatorio crecimiento de todo género musical hizo que estas bandas se hicieran más conocidas. Líder solista de este género, en contraparte del pop que dominaba esa era, fue el de Avril Lavigne, quien inmediatamente fue bautizada como la “Princesa del Pop Punk” gracias a su estilo musical que mezclaba el pop punk, con formato rock y pop rock, debido a lo cual fue definid como "una cantante punk, una valquiria post-grunge, con el alma herida de un poeta y la agresividad explosiva de un canadiense..." por Sir Ian McKellen.
Entre el repertorio de bandas de pop punk, muchas veces se confunden bandas entre otros tipos de rock, como el skate punk y power pop, pero estas denominaciones sólo sirven para identificar algunas pequeñas diferencias que alguna banda pueda tener con el género al que originalmente pertenece.

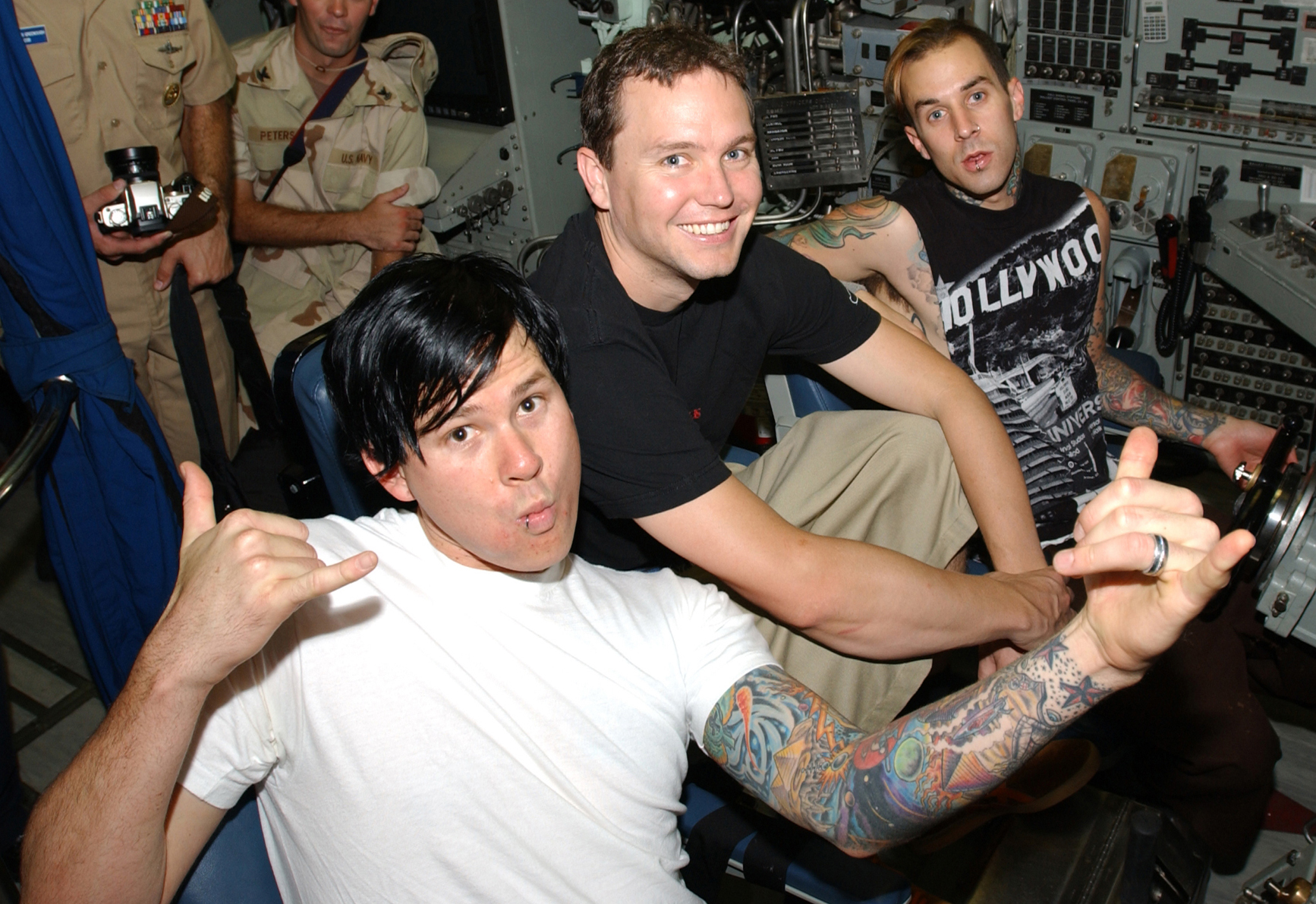
Blink-182, uno de los referentes del pop punk.

Después de que Sum 41 publicara su famoso Still Waiting, Simple Plan con su Welcome To My Life y de que Yellowcard publicara su Way Away, el género adquirió un carácter más maduro, sin abandonar su inicial espíritu de punk.
En el 2003, en el Reino Unido se formaría McFly, banda liderada por Tom Fletcher y Danny Jones quienes en su álbum debut Room On The 3rd Floor alcanzaría el primer lugar de las listas británicas, obteniendo el Récord Guiness como la banda más joven en debutar en el primer puesto, galardón que anteriormente poseía The Beatles. Además los cuatro sencillos de este álbum se posicionaron en el top 10 en UK. 5 Colours in Her Hair y Obviously alcanzarían el primer lugar. Este primer álbum se vio marcado por el sonido influenciado por Beach Boys y los primeros trabajos de The Beatles.
En el año 2009 Green Day publica su segunda ópera rock "21st Century Breakdown" (ganadora de un premio Grammy a mejor álbum de rock en el año 2010), basada en la historia de Christian y Gloria quienes atraviesan los desafíos presentes en Estados Unidos.

### Actualidad: 2010-2023
A partir de la década de 2010 se empieza a reconocer una nueva corriente en el Pop-Punk, catapultado principalmente por el auge de las compañías discográficas independientes, como Hopeless Records, Fearless Records, Pure Noise Records, etc., Además de la consagración de una nueva escena musical alternativa que combina distintos géneros y tiene un sonido más sólido y explosivo, con más componentes de guitarra y riffs rápidos.
Un sonido mucho más producido y maduro se empieza a notar, así como la diversificación de estilos que se empiezan a notar en los trabajos de las bandas, buenos ejemplos de estas nuevas rutas serían Old Bones de la Banda Broadside, o Copacetic de Knuckle Puck, entre otros.
El desarrollo de esta nueva escena tiene como principales expositores a bandas como Neck Deep, The Story So Far, Broadside, The Wonder Years, State Champs, Knuckle Puck, Trash Boat, Like Pacific, Forever Came Calling y Real Friends, éstas bandas tienen como se mencionó un sonido más agresivo y rápido, que empieza a ser la nueva tendencia del Pop Punk.
En la actualidad algunas bandas antiguas aún conservan la esencia del Pop Punk, Nuevo material de Simple Plan, con canciones como "Boom", "I Refuse" o "Everything Sucks", y Good Charlotte con su tema "Makeshift Love", que muestra un regreso a su esencia musical.
Una ola trae de regreso a Blink 182 con su disco «California» publicado el 1 de julio de 2016. Green Day con «Revolution Radio» publicado el 7 de octubre de 2016 y «13 Voices» de Sum 41 publicado el mismo 7 de octubre. Tres años después, en el verano de 2019, Blink-182 publica su nuevo álbum Nine y Sum 41 Order in Decline, demostrando la prevalencia de estos dos referentes del pop punk de los 2000.
Estos últimos años 2020 y 2021 han florecido nuevos artistas que miran con una cara más ¨trapera y macarra¨ al género, véase Machine Gun Kelly (rapero) o Mod Sun, ejemplos de esto.
Pero los grandes referentes como blink-182, con la vuelta del miembro original y fundador Tom DeLonge, y Sum 41, preparan nuevos álbumes del género, sabiendo la fuerza que ha cogido recientemente en la industria musical.

## Actitud y filosofía
En sí, el pop punk es considerado como una subcultura derivada del punk, pero se considera de igual manera como una tribu urbana ya que a diferencia de los punks anarquistas, ellos no están interesados en expresar sus inconformidades políticas de forma tan marcada. En su mayoría esta cultura está conformada por bandas que son consideradas pop punk y rock alternativo por sus mensajes y tendencias sociales. Los seguidores del pop punk se caracterizan por la búsqueda de un bienestar común y la liberación de los estigmas sociales, partiendo de mensajes implícitos dentro de las letras de sus canciones, que hablan de los sentimientos y pensamientos de los jóvenes.
La indumentaria varía dependiendo del enfoque de la banda.